# Sofie Korner
Sofie Korner (* 16. Dezember 1879 in Wien; † am oder nach dem 5. Juni 1942 in Izbica) war eine österreichische Malerin und Grafikerin.

## Leben
Von 1902 bis 1904 besuchte Sofie Korner die Fachschule für dekorative Malerei und graphische Kunst der Kunstgewerbeschule in Wien, wo sie eine Schülerin von Felician Myrbach, Erich Mallina, Rudolf Larisch und Adolf Boehm war. Danach setzte sie ihre Studien bei Bernhard Pankok in Stuttgart und möglicherweise auch in Paris und der ungarischen Künstlerkolonie Nagybánya fort.
1919 folgte Korner Johannes Itten, dessen private Kunstschule in Wien sie zuvor besucht hatte, an das Bauhaus Weimar. Dort trat sie zunächst wegen Krankheit das Studium nicht an, absolvierte aber 1920 eine Vorlehre und studierte 1921 – gefördert durch ein Stipendium – das Fach Werkzeichnen. 1922 beschickte sie die erste Bauhaus-Ausstellung im Ausland, welche im indischen Kalkutta stattfand und 250 Werke von Meistern und Schülern des Bauhauses präsentierte. Der einzige Verkauf der Ausstellung war ein Aquarell von Korner, das der Dichter Rabindranath Tagore erwarb.
Reisen nach Italien, Dalmatien, Ungarn und Böhmen inspirierten Korner zu einer Vielzahl von Landschaftsbildern. Sie stellte mehrfach im Wiener Künstlerhaus aus, unter anderem bei der 35. Jahresausstellung der Genossenschaft bildender Künstler Wiens (1909). Als Mitglied des von Robert Müller initiierten „Bundes der geistig Tätigen“ und der Vereinigung bildender Künstlerinnen Österreichs nahm sie 1919 bzw. 1930 an deren Ausstellungen teil.
Die Nationalsozialisten verfolgten Sofie Korner aufgrund ihrer jüdischen Herkunft. Am 5. Juni 1942 wurden sie und ihr Vater nach Izbica deportiert und ermordet.

## Werk

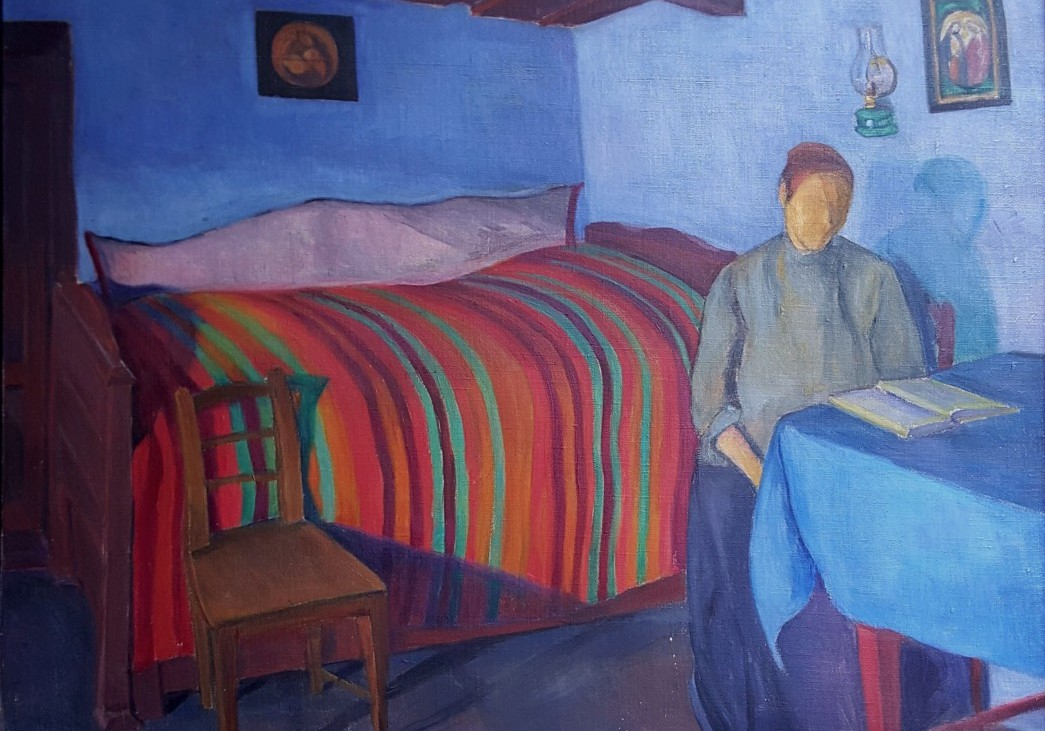
Ölgemälde Das Bett

Sofie Korner malte vor allem Landschaften, Genrebilder und Porträts. Um 1910 schuf sie auch monumentale Darstellungen weiblicher und männlicher Akte im biblischen Kontext. Sie wandte sich früh dem Expressionismus zu, womit sie in einen Bereich vordrang, der von männlichen Künstlern dominiert wurde. Die zeitgenössische Kunsthistorikerin Stella Kramrisch beschrieb Korners Stil als „Expressionismus der bewegten, abgegrenzten Farbfläche, die das Bild zu einem lebendigen Organismus werden läßt“.
Im Zuge vorbereitender Recherchen zur Ausstellung Vergessene Bauhaus-Frauen 2021/2022 im Bauhaus-Museum wurden durch Mitwirken von Verwandten aus Australien, Schweiz und USA über 50 Werke von Sofie Korner gefunden. Die neuen Erkenntnisse über die Künstlerin gingen in den Ausstellungskatalog ein.
Werke (Auswahl)
- Adam und Eva, 1912[10]
- Kirche in Warserburg, Öl, ausgestellt 1913 Wiener Secession[11]
- Das Bett, Öl auf Leinwand, 57 × 62 cm, Privatbesitz, ausgestellt 2017 Jüdisches Museum Wien[12]
- Anya (Mutter) und Gyümölcsfák (Obstbäume), Ölbilder, ausgestellt 1913 Muvészház, Budapest
- Parasztház (Bauernhaus), ausgestellt 1914 Muvészház, Budapest

## Ausstellungen (Auswahl)
- 1909: 35. Jahresausstellung der Genossenschaft bildender Künstler Wiens, Künstlerhaus Wien
- 1913:	43. Ausstellung der Vereinigung Bildender Künstler Österreichs Secession, Wiener Secessionsgebäude
- 1913: Zsurimentes kiállitás a Muvészházban, Muvészház, Budapest
- 1914:	A Muvészház nagy kiállitása, Muvészház, Budapest[13]
- 1919: Bund der geistig Tätigen, im Rahmen der Jahresausstellung der Genossenschaft bildender Künstler Wiens, Künstlerhaus Wien
- 1922: Bauhaus-Ausstellung als Beteiligung an der Internationalen Kunstausstellung der Indian Society of Oriental Art, Kalkutta
- 1925: 6. Kunstschau des Bundes österreichischer Künstler, Künstlerhaus Wien
- 1929: Galerie Würthle, Wien
- 1930: Vereinigung bildender Künstlerinnen Österreichs, Wien
- 2017: Die bessere Hälfte. Jüdische Künstlerinnen bis 1938, Jüdisches Museum Wien
- 2021: Dispossession, Künstlerhaus Wien